# Pont de Grilly
Le pont de Grilly, également dénommé pont Bugnon, est un pont en pierre franchissant la Versoix situé sur la frontière entre la France et la Suisse, à la limite des communes de Grilly (France) et de Chavannes-des-Bois (Suisse).

## Histoire
Un premier pont de bois se trouvait là, permettant de relier Gex au port de Coppet. Son existence est attestée dès 1564. Il est remplacé en 1757 par le pont de pierre à trois arches que l'on peut voir aujourd'hui. Son entretien est à la charge de la communauté des habitants de Grilly. Il est réparé en 1772 et les parapets sont construits par la municipalité en 1790.
Entre 1804 et 1814, Madame de Staël, exilée en son château de Coppet bravait parfois l'interdiction qui lui était faite d'entrer en France pour aller gravir le Mont-Mussy au-dessus de Divonne-les-Bains, au sommet duquel on jouit d'une vue panoramique sur le Jura, les Alpes et le lac Léman ; elle empruntait alors le pont de Grilly. Les gendarmes envoyés par Fouché lui tendirent un jour une embuscade, mais elle parvint de justesse à regagner le pont pierre au grand galop ; elle put alors narguer impunément ses poursuivants, assise sur le parapet du côté suisse.
Dans la seconde moitié du XXe siècle, le pont de Grilly a perdu de son importance, car le passage n'a plus été autorisé que pour les piétons ne transportant pas de marchandises. La guérite des douaniers qui subsiste du côté français est désaffectée. Le pont Bugnon demeure néanmoins un but de ballade bucolique, où l'on peut voir parfois des cincles plongeurs ou des castors.

## Situation
Il se trouve à la frontière entre la France et la Suisse dans le pays de Gex. Il enjambe la Versoix (La Divonne) qui marque ici la frontière. Il est partagé entre la commune de Grilly, dans le département de l'Ain, et la commune de Chavannes-des-Bois, dans le canton de Vaud.
Côté français, on y accède par le chemin de Grilly au Pont Bugnon (voie communale n° 5 de Grilly). Côté suisse, on y accède depuis Chavannes-des-Bois par le chemin du Pont de Grilly, dont une bifurcation se prolonge jusqu'à Commugny et Chavannes-de-Bogis.